# 碰撞帶
碰撞帶（英語：Collision zone）
是指當構造板塊都帶有大陸岩石圈，在聚合板塊邊緣相遇時，就會出現碰撞帶。大陸岩石圈由於密度相對較低而通常不會向下俯衝，因此大陸地殼塊會堆積在俯衝帶上方，導致一個複雜的造山運動區域，涉及褶皺和逆衝斷層。列如東安納托利亞碰撞帶和班達弧-澳大利亞碰撞帶。